# Остров (Демидовская поселковая община)
Остров (укр. Острів) — село в Демидовской поселковой общине Дубенского района Ровненской области Украины.
До 2020 года входило в Радивиловский район.
Население по переписи 2001 года составляло 518 человек. Почтовый индекс — 35511. Телефонный код — 3633. Код КОАТУУ — 5625886502.